# Masacrul de la Katyń

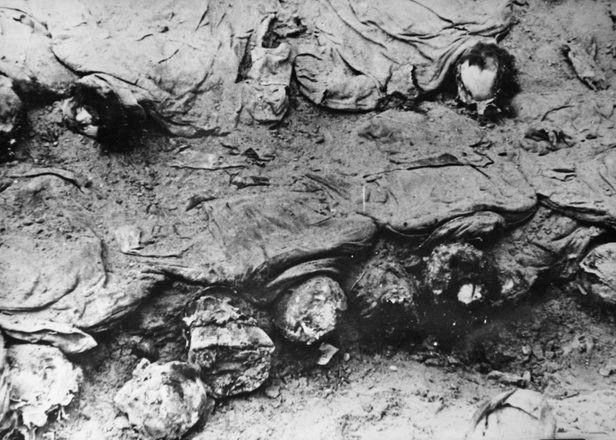
Ofițeri polonezi exhumați la 3 ani dupǎ masacru (1943)

Masacrul de la Katyń (cunoscut și ca incidentul de la Katyń sau masacrul din pădurea Katyń) a fost o execuție în masă a unor cetățeni polonezi de către forțele poliției secrete sovietice în timpul celui de-al Doilea Război Mondial. Masacrul a avut loc în pădurea de lângă actualul sat Katîn din Rusia, sat situat la 20 de km vest de orașul Smolensk. 
În timpul acestei acțiuni aproximativ 22.500 (potrivit cercetătorului rus Victor Zaslavsky) de cetățeni polonezi au fost executați în trei locuri diferite în primăvara anului 1940. Majoritatea celor uciși erau ofițeri capturați ca prizonieri de război în timpul războiului polonez de apărare din 1939, dar printre cei executați se aflau și numeroși civili. Cum sistemul polonez de recrutare cerea tuturor absolvenților unei universități să devină ofițeri în rezervă, sovieticii au reușit prin acele asasinate să distrugă o mare parte a intelectualității poloneze, ca și a evreilor polonezi și a bielorușilor polonezi.
Din documentele cercetate îndeosebi în perioadele guvernărilor Gorbaciov și Elțîn reiese că poliția politică NKVD a selecționat cu premeditare pentru execuție ofițeri și oameni cu pregătire, ingineri, profesori, avocați, funcționari înalți, latifundiari, aristocrați, preoți. NKVD-ul a aplicat o epurare pe criterii de „clase sociale” (subliniază, bazat pe documente, cercetătorul Zaslavsky). Ordinul de execuție, a fost emis de NKVD la 5 martie 1940 și a fost semnat și de Nikita Hrușciov, potrivit unei mărturii documentate din partea șefului NKVD-ului, Lavrenti Beria.
Descoperirea de către naziști în 1943 a uneia dintre gropile comune, după ce armata germană ocupase în 1941 zona respectivă a precipitat ruperea relațiilor diplomatice dintre Uniunea Sovietică și guvernul polonez în exil de la Londra.
Deși, chiar înaintea prăbușirii URSS-ului, autoritățile rusești au recunoscut rolul sovieticilor în masacru (procuratura militară sovietică a început ancheta în 1989), există anumite resentimente în Rusia în legătură cu aceste probleme, guvernele rusești succesive refuzând să numească masacrele crime de război sau acte de genocid, ceea ce ar duce la necesara urmărire în justiție a făptașilor aflați încă în viață. Mulți ruși continuă să creadă ca fiind adevărată versiunea propagandei guvernamentale sovietice de până în anul 1989, conform căreia naziștii, care invadaseră Uniunea Sovietică în 1941, ar fi fost autorii masacrelor.
Gorbaciov și-a cerut scuze în octombrie 1990 față de poporul polonez, însă nu a permis publicarea ordinului de execuție. Acel document sovietic a fost înmânat președintelui Poloniei, de președintele Elțin, abia în 1992 (v. pe larg mai jos). În 2005, autoritatea rusă de competență pentru anchetarea cazului (în locul fostei procuraturi militare sovietice) a dispus, fără o evaluare juridică clară, închiderea cazului și declararea a 116 dintre 183 de dosare privind masacrul de la Katyń drept secret de stat.
Pe data de 26 noiembrie 2010, parlamentul rus a recunoscut oficial că masacrul a fost comis la ordinul direct al lui Stalin.

## Vedere de ansamblu

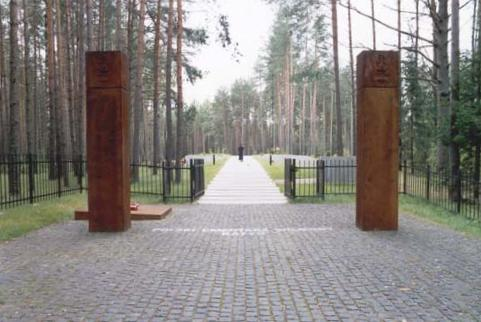
Cimitirul militar din Katyń, intrarea principală

La început, prin Masacrul de la Katyń se înțelegea masacrarea ofițerilor polonezi prizonieri de război deținuți în lagărul de la Kozielsk din pădurea Katyń, din apropierea satului Gnezdovo și a orașului Smolensk. În ultima vreme, acestui masacru îi sunt asociate și uciderea a încă 22.000 de prizonieri polonezi din lagărele Kozielsk, Starobielsk și Ostașkov și întemnițați proveniți din închisorile din vestul Belarusului și al Ucrainei (Harkov), sau din Rusia (Kalinin), executați din ordinul lui Stalin în aceeași pădure.
Aproximativ 250.000 de soldați polonezi au devenit prizonieri de război după invadarea și ocuparea Poloniei de către Germania nazistă și Uniunea Sovietică în septembrie 1939 ca urmare a înțelegerilor Pactului Molotov-Ribbentrop și a anexelor lui secrete. Mai multe lagăre de prizonieri au fost folosite pentru internarea captivilor polonezi, printre acestea aflându-se lagărele Ostașkov, Kozielsk și Starobielsk. Kozielsk și Starobielsk au fost folosite în principal pentru ofițeri, în vreme ce Ostașkov era folosit în principal pentru cercetași, jandarmi, polițiști și gardieni. În pofida unei concepții greșite foarte răspândite, numai aproximativ 8.000 din cei peste 15.000 de prizonieri de război erau ofițeri. Distribuirea aproximativă a oamenilor în lagăre era următoarea: Kozelsk, 5.000; Ostașkov, 6.570 și Starobielsk, 4.000, adică un total de 15.570.
La 5 martie 1940, conform notei pregătite pentru Stalin de Lavrenti Beria, membrii Biroului politic – Stalin, Viaceslav Molotov, Lazar Kaganovici, Mihail Kalinin, Kliment Voroșilov și Beria – au semnat un ordin de executare a activiștilor „naționaliști și contrarevoluționari”, „elemente sociale străine”, din lagărele de prizonieri și în închisorile din zonele de vest ale Ucrainei și Belarusului. Arhivat în 21 septembrie 2005, la Wayback Machine. Executarea acestui ordin a însemnat asasinarea a peste 22.000 de polonezi, între care aproximativ 15.000 prizonieri de război. Acuzații erau foarte cuprinzător definiți ca „inamici înrăiți și neînduplecați ai autorității sovietice”, printre ei aflându-se și un mare număr de intelectuali polonezi, plus polițiști și ofițeri de rezervă sau de carieră.
Între 3 aprilie și 9 mai 1940, (cu o pauză de 1 mai), cei aproximativ 22.000 de prizonieri de război și alți arestați au fost asasinați: 15.570 în cele trei lagăre menționate mai sus și aproximativ 7.000 de prizonieri din regiunile vestice ale Ucrainei și Belarusului. Printre cei uciși la Katyń s-au numărat un amiral, doi generali, 24 colonei, 79 locotenent-colonei, 258 maiori, 654 căpitani, 17 căpitani de marină, 3.420 subofițeri, câțiva preoți militari, trei moșieri, un prinț, 43 de oficialități, 85 de cetățeni privați și 131 de refugiați. Printre asasinați s-au aflat 20 de profesori universitari, 300 de doctori, sute de avocați, ingineri și profesori, peste 100 de scriitori și ziariști și aproximativ 200 de piloți de aviație. În total, NKVD-ul a eliminat aproape o jumătate din corpul ofițerilor polonezi.
Numai 395 de prizonieri au scăpat de la moarte. Ei au fost duși în lagărele Iuhnov și Griazoveț. Aceștia au fost singurii supraviețuitori.
Descoperirea victimelor masacrului a precipitat ruperea relațiilor dintre Uniunea Sovietică și guvernul polonez în exil din Londra, în 1943. Sovieticii au negat orice acuzație făcută pe tema masacrelor de la Katyń până în 1990, când URSS-ul a admis că NKVD-ul este responsabil atât pentru asasinate cât și pentru mușamalizarea acestora.

## Preparativele sovietice

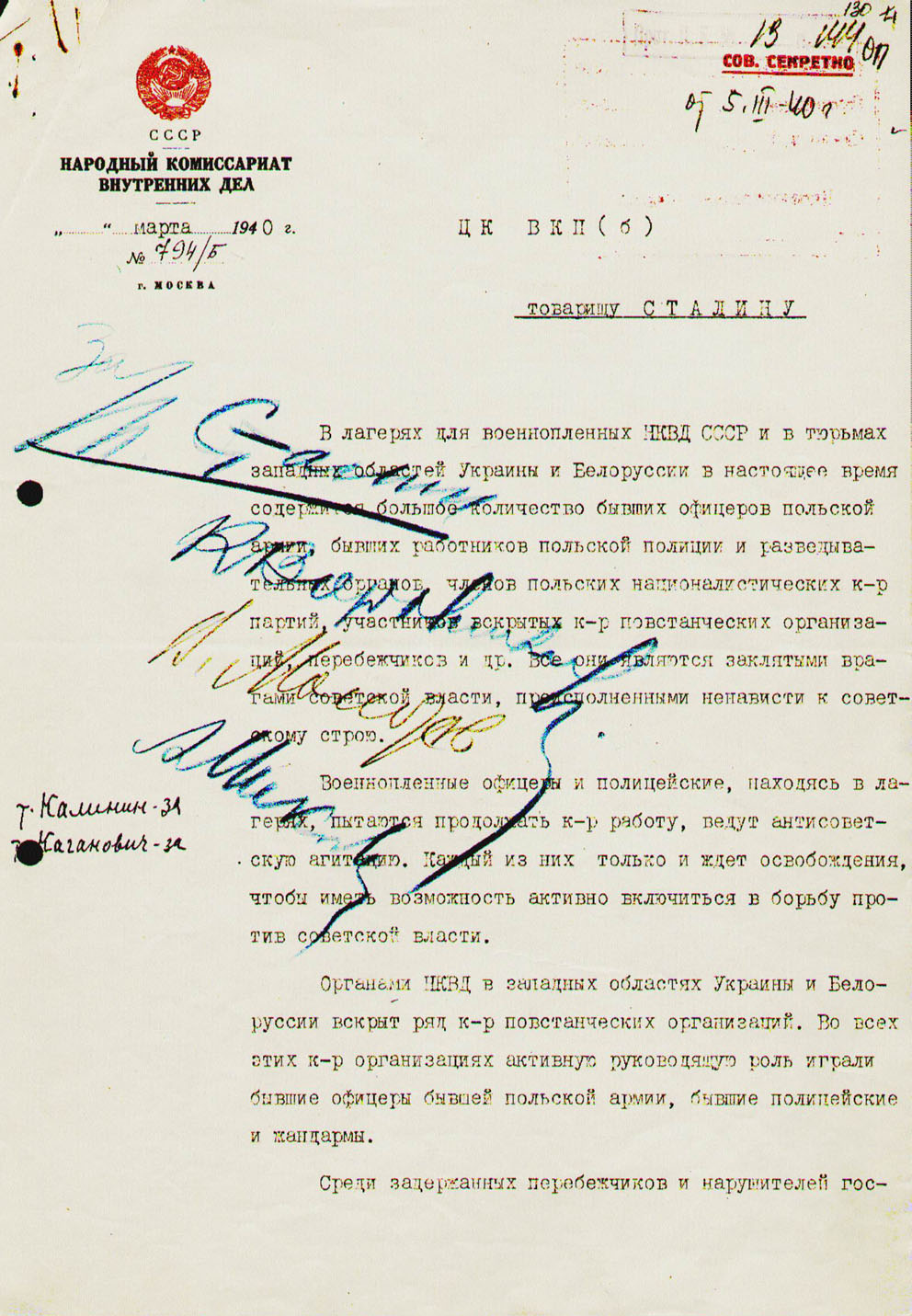
Circulara din 5 martie 1940 de la Lavrenti Beria pentru Stalin, prin care era propusă executarea ofițerilor polonezi

Încă din 19 septembrie 1939, Comisarul de rangul I al Securității Statului, Comisarul Poporului pentru Afacerile Interne, Lavrenti Pavlovici Beria, a convocat conducerea Comisariatului Poporului pentru Afacerile Interne - Departamentul pentru Prizonierii de Război în frunte cu căpitanul de securitate Piotr K. Soprunenko și le-a ordonat înființarea lagărelor pentru prizonieri polonezi. Acestea au fost: Iuhnovo (stația de cale ferată Babinino), Iuje (Talițî), Kozelsk, Kozelșcina, Oranki, Ostașkov (insula Stolbnîi pe lacul Seliger, lângă Ostașkov), Putivli (stația de cale ferată Tetkino), Starobielsk, Vologod (stația de cale ferată Zaenikevo) și Griazoveț.

## Tehnica masacrelor

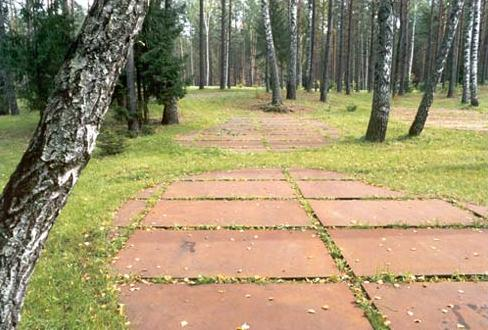
Gropile comune sunt acoperite cu pavele din calcar, pietre funerare simbolice

Prizonierii din Kozielsk au fost uciși și îngropați în pădurea Katyń din raionul Smolensk. Prizonierii din Starobielsk au fost executați în închisoarea interioară a NKVD-ului din Harkov și au fost îngropați lângă Piatihatki. Ofițerii de poliție de la Ostașkov au fost uciși în închisoarea interioară a NKVD-ului din Kalinin și au fost îngropați în Miednoje.
Informații detaliate despre execuțiile din închisoarea din Kalinin au fost date în timpul audierilor lui Dmitrii S. Tokarev, fostul comandant al districtului NKVD Kalinin. Conform celor spuse de Tokarev, execuțiile prin împușcare au început seara și s-au încheiat în zori. Primul transport din 4 aprilie 1940 a fost format din 390 de oameni, călăii muncind din greu să ucidă așa de multe persoane într-o singură noapte. Următorul transport a avut numai 250 de persoane. Execuțiile erau duse la îndeplinire prin folosirea pistoalelor Walther de fabricație germană aduse anume de la Moscova.
Execuțiile erau făcute metodic. După ce erau verificate datele personale ale condamnatului, acesta era încătușat și dus într-o celulă izolată fonic cu pâslă. Pentru mascarea sunetelor execuțiilor s-au mai folosit mașini zgomotoase care au funcționat toată noaptea. După ce era introdusă în celulă, victima era imediat împușcată în ceafă. Cadavrul era scos printr-o altă ușă și era depus într-unul dintre camioanele care așteptau afară, în timp ce un nou condamnat la moarte era băgat în camera de execuție
Lângă Smolensk, polonezii cu mâinile legate la spate au fost duși la groapa comună și au fost împușcați în gât.

## Descoperirea gropilor comune
Soarta prizonierilor de război polonezi a fost discutată la scurtă vreme după ce naziștii au invadat Uniunea Sovietică în iunie 1941, când guvernul polonez în exil (aflat la Londra) și guvernul sovietic au căzut de acord să coopereze în lupta împotriva germanilor, urmând să se formeze pe teritoriul sovietic o armată poloneză. Când generalul polonez Władysław Anders a început să organizeze această armată, el a cerut informații despre ofițerii polonezi prizonieri în URSS. Stalin i-a asigurat într-o întrevedere personală pe generalii Władysław Anders și Władysław Sikorski că toți polonezii au fost eliberați, cu excepția a câtorva care au evadat și au fugit din Rusia, (de exemplu prin Manciuria).
Soarta prizonierilor dispăruți a rămas un mister până în aprilie 1943, când Wehrmachtul a descoperit groapa comună a peste 4.000 de ofițeri de rezervă polonezi în pădurea de pe Dealul Caprei de lângă Katyń. Dr. Joseph Goebbels, Ministrul Propagandei din guvernul nazist, a sesizat imediat potențialul uriaș al acestui fapt în lupta pentru ruperea alianței dintre polonezi, aliații occidentali și sovietici. Pe 13 aprilie, radioul din Berlin a anunțat lumii că: „A fost găsită o groapă, 28 de metri lungime și 16 metri lățime, umplută cu 12 rânduri de cadavre de ofițeri polonezi, în total peste 3.000 de victime. Acestea erau îmbrăcate complet în uniforme militare, multe victime având mâinile legate, toții având răni provocate prin împușcare în spatele gâtului. Identificarea decedaților nu se va face cu greutate datorită calităților mumificatoare ale solului, dar și datorită faptului că bolșevicii au lăsat asupra victimelor toate documentele de identitate. S-a stabilit deja că printre cei uciși se află Generalul Smorawiński din Lublin.”
Din Comisia Internațională Medicală (de investigare a masacrului din pădurea Katyn) au făcut parte reprezentanți din mai multe țări: Germania (Wilhelm Zietz, președintele comisiei), Franța (André Costedoat, vicepreședinte), Belgia (Reimond Speleers), Bulgaria (Marko Antonov Markov), Cehia (František Hajek), Croația (Eduard Lukas Miloslavić), Danemarca (Helge Tramsen), Elveția (Francois Neville), Finlanda (Arno Saxén), Italia (Vincenzo Mario Palmieri), Olanda (Herman Maximilien de Burlet), România (Alexandru Birkle), Slovacia (František Šubík), Spania (Antonio Piga y Pascual) și Ungaria (Ferenc Orsós). 
Guvernul sovietic a respins imediat acuzațiile germane, pretinzând în schimb că prizonierii polonezi au fost asasinați de germani în august 1941. Răspunsul sovietic din 15 aprilie, pregătit de Biroul Sovietic de Informații, afirma că: „... prizonierii polonezi de război care erau implicați în lucrări de construcții la vest de Smolensk în 1941 ... au căzut în mâinile călăilor germano-fasciști ... ”.
Aliații erau conștienți că naziștii au descoperit o groapă comună, informația ajungând în toate mediile prin intermediul transmisiunilor radio interceptate și decriptate la Bletchley Park. Atât investigațiile germane cât și cele independente ale Crucii Roșii Internaționale făcute la groapa comună de la Katyń au adus foarte rapid dovezi de netăgăduit că masacrul a avut loc la începutul anului 1940, când zona se mai afla încă sub controlul guvernului sovietic.
În aprilie 1943, când guvernul polonez în exil condus de generalul Władysław Sikorski a insistat să aducă această problemă la masa negocierilor cu sovieticii și să se inițieze o nouă investigație a Crucii Roșii Internaționale  Arhivat în 16 iunie 2008, la Wayback Machine., Stalin s-a folosit de „afirmațiile neadevărate” despre masacrul de la Katyń ca pretext pentru retragerea pe 26 aprilie a recunoașterii guvernului lui Sikorski din Anglia, pe care l-a acuzat de colaborare cu naziștii  Arhivat în 16 iunie 2008, la Wayback Machine.. În același timp, Stalin a început o campanie în sprijinul recunoașterii de către aliații occidentali a guvernului marionetă polonez condus de Wanda Wasilewska. Sikorski, a cărui poziție inflexibilă în problema masacrului începuse să creeze o ruptură între aliații occidentali și sovietici a murit în mod neașteptat două luni mai târziu. Cauza morții sale este încă subiect de dispute.

## Încercările de mușamalizare a masacrului de la Katyń
Masacrul de la Katyń a fost de mare folos Germaniei Naziste. Aparatul nazist de propagandă s-a folosit de eveniment pentru discreditarea Uniunii Sovietice. Dr. Joseph Goebbels scria în jurnalul său: „Comentatorii străini se minunează de extraordinara deșteptăciune de care am dat dovadă transformând incidentul de la Katyń într-o înaltă problemă politică.” Germanii au reușit să discrediteze guvernul sovietic în ochii lumii și au fluturat pentru scurtă vreme spectrul monstrului comunist bântuind turbat teritoriile civilizațiilor occidentale.
Pentru aliații occidentali, masacrul de la Katyń și criza polono-sovietică rezultată au început să amenințe alianța vitală cu Uniunea Sovietică într-un moment în care importanța polonezilor pentru aliați, esențială la începutul războiului, începea să scadă din cauza intrării în război a giganților militaro-industriali, SUA și URSS. Primul ministru britanic Winston Churchill și președintele Statelor Unite ale Americii Franklin D. Roosevelt erau din ce în ce mai mult sfâșiați pe de-o parte între angajamentele față de aliatul polonez și poziția intransigentă a lui Sikorski, iar pe de alta de pretențiile – de multe ori aflate la limita șantajului politic – lui Stalin și ale diplomaților lui, a căror politică era evidentă în comentariile ambasadorului sovietic la Londra, Ivan Maiski, care i-a spus lui Churchill că soarta polonezilor este pecetluită ca a unei „țări de 20 de milioane aflată în imediata vecinătate a unei țări de 200 de milioane.” În opinia lui Churchil, crima de la Katyń a fost „fără vreo importanță politică practică”, iar pentru Roosevelt masacrul era doar „propagandă germană”. (apud V. Zaslavsky)
Goebbels, când, în aprilie 1943, a fost informat că armata germană era nevoită a se retrage din zona pădurii Katyń, a notat cu clarviziune în jurnalul personal: „Din păcate, trebuie să cedăm Katyńul. Bolșevicii vor 'afla' fără îndoială în curând că noi am împușcat 12.000 de ofițeri polonezi.”. Într-adevăr, aproape imediat după ce Armata Roșie a recucerit Katyńul și Smolenskul, NKVD-ul a început acoperirea crimelor sale, distrugând cimitirul pe care îl construise Crucea Roșie Poloneză cu permisiunea germanilor și îndepărtând toate dovezile crimelor. În ianuarie 1944, sovieticii au trimis la fața locului „Comisia specială pentru determinarea și investigarea împușcării prizonierilor polonezi de către invadatorii germano-fasciști în pădurea Katyń” pentru a investiga din nou incidentul. Comisia Burdenko, numită astfel după numele conducătorului ei, Nikolai Burdenko, președintele Academiei de Științe Medicale a URSS, a exhumat din nou cadavrele și a ajuns la concluzia că execuțiile au avut loc în 1941, când zona era sub ocupație germană. Niciun specialist sau observator străin, nici măcar din partea comuniștilor polonezi, nu a avut permisiunea să se alăture membrilor comisiei sovietice.

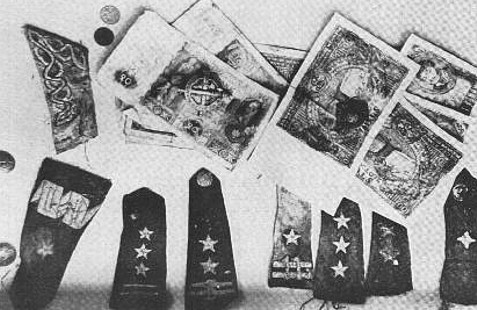
Bani și epoleți polonezi recuperați din gropile comune

În particular, primul ministru britanic Winston Churchill a admis că este aproape sigur că atrocitățile au fost comise de sovietici. Conform notelor luate de contele Raczyński, Churchill a admis în timpul unei conversații cu Sikorski pe 15 aprilie: „Vai, dezvăluirile germanilor sunt probabil adevărate. Bolșevicii pot fi foarte cruzi”. Totuși, după numai 9 zile, pe 24 aprilie, Churchill îi asigura pe ruși: „În mod sigur ne vom opune cu vigoare oricărei 'investigații' a Crucii Roșii Internaționale sau a oricărei alte organizații din orice teritoriu aflat sub autoritatea germanilor. O asemenea investigație ar fi o înșelătorie, iar concluziile ei ar fi atinse de terorism”. Aprecierile lui Churchill despre afacerea Katyń făcute în perioada postbelică au fost laconice. În memoriile sale el citează ancheta sovietică din 1944, „care a demonstrat în mod previzibil că germanii au făptuit crimele”.
Masacrul de la Katyń a fost o problemă controversată și pentru politicienii americani. Doi prizonieri de război americani au fost aduși de germani la Katyń în 1943 pentru o conferință internațională de presă. Unul dintre ei a fost colonelul. John H. van Vliet, care a scris un raport din care reieșea că sovieticii, nu germanii, erau responsabili de masacru. El a dat raportul generalului-maior Clayton Bissell, adjunctul șefului contraspionajului militar american, generalul George Marshall. Generalul Bissell a distrus acest raport.  Arhivat în 7 decembrie 2009, la Wayback Machine.. În timpul investigațiilor din 1951-1952, Bissell s-a apărat în fața Congresului susținând că nu fusese în interesul Statelor Unite să stânjenească un aliat ale cărui forțe erau încă necesare în lupta împotriva Japoniei.
În 1944, Roosevelt l-a desemnat pe căpitanul de armată George Earle, emisarul său special în Balcani să adune informații despre Katyń. Earle a îndeplinit ordinul folosindu-și doar legăturile din Bulgaria și România. Earle a ajuns de asemenea la concluzia că sovieticii au fost făptuitorii. După consultarea cu directorul Biroului pentru informații de război, Elmer Davis, Roosevelt a respins concluziile, afirmând că este convins de responsabilitatea germanilor și a ordonat nepublicarea raportului Earle. Când Earle a cerut oficial permisiunea publicării, președintele Statelor Unite i-a ordonat în scris să uite toată afacerea. Earle a demisionat și și-a petrecut restul timpului până la sfârșitul războiului în Samoa Americană.
În noiembrie 1945, șapte ofițeri ai Wehrmachtului: K. H. Strueffling, H. Remlinger, E. Böhm, E. Sommerfeld, H. Jannike, E. Skotki și E. Geherer au fost judecați de un tribunal al aliaților victorioși - americani, englezi, francezi și sovietici. Ei au fost condamnați la moarte pentru rolul pe care l-ar fi jucat în masacrul de la Katyń și în cele din urmă au fost executați prin spânzurare. Încă alți trei germani au fost judecați pentru același capete de acuzare: E. P. Vogel, F. Wiese, A. Diere. Ei au primit sentințe de 20 de ani de muncă grea corecțională, au fost predați sovieticilor și nu s-a mai auzit nimic despre ei. 
În 1946, procurorul șef sovietic în timpul procesului de la Nürnberg a încercat să arunce în sarcina Germaniei vina pentru crimele de la Katyń, afirmând că „unul dintre cele mai importante acte criminale, pentru care sunt responsabili principalii criminali de război a fost execuția în masă a prizonierilor polonezi împușcați în pădurea Katyń lângă Smolensk de către invadatorii germano-fasciști,  Arhivat în 6 martie 2018, la Wayback Machine.”, însă a renunțat la cauză după ce Statele Unite și Anglia au refuzat să-i sprijine pe sovietici, iar avocații germani au pregătit o apărare stânjenitoare pentru acuzator.
În 1951-52, pe fondul războiului din Coreea, o comisie de anchetă a Congresului SUA condusă de republicanul Ray J. Madden, cunoscută sub numele de Comitetul Madden, a investigat masacrul de la Katyń. Comisia a ajuns la concluzia că sovieticii sunt vinovați de moartea polonezilor și au recomandat ca sovieticii să fie deferiți spre judecare Curții Internaționale de Justiție. Concluziile comitetului în privința presupusei mușamalizări americane au fost mai puțin convingătoare.  Arhivat în 18 octombrie 2020, la Wayback Machine.
Problema responsabilității a rămas controversată în occident și în aceiași măsură în spatele Cortinei de Fier. De exemplu, în Anglia, la sfârșitul deceniului al optulea, planurile pentru ridicarea unui memorial închinat victimelor, care ar fi purtat data de 1940 în locul 1941, au fost condamnate ca provocatoare în climatul politic al războiului rece.
În Republica Populară Polonia, autoritățile au mușamalizat problema în acord cu cerințele propagandei sovietice, cenzurând în mod deliberat orice sursă care ar fi putut arunca lumină asupra crimelor NKVD-iste. Katyń a fost un subiect interzis în Polonia postbelică. Nu doar cenzura a reprimat toate referințele la masacru, dar chiar și menționarea atrocităților era primejdioasă. Katyń a fost șters din istoria oficială poloneză, dar nu a putut fi șters din memoria istorică. În 1981, sindicatul polonez Solidaritatea a ridicat un memorial care purta o inscripție simplă, „Katyń, 1940”. Acest monument a fost confiscat de poliție, în locul lui fiind ridicat un monument oficial dedicat „Soldaților polonezi – victime ale fascismului hitlerist – care se odihnesc în pământul Katyńului”. Subiectul Katyń a rămas un tabú politic în Polonia până la căderea comunismului din 1989.
De la sfârșitul deceniului al nouălea al secolului trecut, presiunile făcute asupra guvernului polonez, dar și asupra celui sovietic nu au încetat să crească. Mediile academice au încercat să includă Katyńul pe agenda comisiei mixte polono-sovietice de investigare a episoadelor neclare ale istoriei comune. 

În 1989, cercetătorii sovietici au dat în vileag faptul că Stalin a dat într-adevăr ordinul pentru masacrarea polonezilor, iar în octombrie 1990 Mihail Gorbaciov a recunoscut oficial că NKVD-ul a fost executantul ordinului ucigaș, confirmând totodată existența altor două gropi comune asemănătoare celei de la Katyń: Mednoie și Piatihatki. După ce noi dovezi au fost descoperite de americani și polonezi în 1991 și 1992, în 1992 președintele Rusiei Boris Elțîn a scos din arhive și a predat noului președinte polonez, fostul lider al sindicatului Solidaritatea Lech Wałęsa, documente ultrasecrete din pachetul sigilat nr. 1. Printre acestea se aflau propunerea Arhivat în 30 martie 2008, la Wayback Machine. lui Lavrenti Beria din martie 1940 pentru împușcarea a 25.700 de polonezi din lagărele Kozelsk, Ostașkov și Starobielsk și din anumite închisori din vestul Ucrainei și Belarusului, toate având semnătura de aprobare a lui Stalin; un fragment al ordinului de împușcare Arhivat în 24 octombrie 2005, la Wayback Machine. dat de Biroul Politic datat 5 martie 1940; nota Arhivat în 25 martie 2008, la Wayback Machine. lui Alexandr Șelepin din 3 martie 1959 către Nikita Hrușciov, care era informat despre executarea a 21.857 polonezi și i se cerea aprobarea pentru distrugerea dosarelor lor
Investigațiile care indicau responsabili de masacre pe germani în locul sovieticilor sunt uneori folosite pentru a pune la îndoială în întregime justețea procesului de la Nürenberg, deseori în sprijinul celor care neagă Holocaustul. Mai sunt persoane care neagă deopotrivă vinovăția sovietică și valabilitatea documentelor dezvăluite (susținând că acestea sunt falsuri); de asemenea, mai există persoane care încearcă să demonstreze că polonezii au fost împușcați de germani.

## Evoluții postsovietice
În timpul vizitei în Rusia a președintelui polonez Aleksander Kwaśniewski din septembrie 2004, oficialii ruși au anunțat că doresc să transfere toate informațiile despre masacrul de la Katyń către autoritățile poloneze de îndată ce ele vor fi declasificate. În martie 2005, autoritățile rusești au terminat investigații care au durat un deceniu. Procurorul șef militar Alexandr Savenkov a socotit cifra finală a victimelor de la Katyń ca fiind 14.540 și a declarat că masacrul nu a fost genocid – o crimă de război – sau crimă împotriva umanității și de aceea nu există nici o bază de discuție despre acești termeni judiciari. În ciuda unor declarații făcute mai înainte, 116 din cele 183 volume de documente care s-au adunat în timpul investigațiilor rusești, ca și decizia de a-i pune capăt au fost clasificate.
Datorită acestui fapt, Institutul Național al Aducerii Aminte din Polonia a decis să înceapă propriile investigații. Echipa de procurori condusă de Leon Kieres a declarat că vor încerca să-i identifice pe cei care au fost implicați în darea ordinelor și pe cei care au adus la îndeplinire execuțiile. În plus, pe 22 martie 2005, Seimul polonez a votat în mod unanim o moțiune prin care se cerea declasificarea arhivelor rusești precum și clasificarea masacrului de la Katyń ca genocid.
La data de 26 noiembrie 2010, Duma de stat (Camera inferioară a Parlamentului rus) a adoptat o declarație prin care Rusia recunoștea masacrarea a mii de ofițeri polonezi, în 1940, la Katin, o "crimă" ordonată de Iosif Stalin.

## Proiecții artistice
Regizorul polonez Andrzej Wajda a realizat în anul 2007 filmul Katyń, o epopee cinematografică despre acest eveniment istoric.